# Soleminis
Soleminis (sardisk: Solèminis) er en by og en kommune (comune) i provinsen Sud Sardegna i regionen Sardinien i Italien. Byen ligger i 200 meters højde og har 1.874 indbyggere (2016). Kommunen har et areal på 12,79 km² og grænser til kommunerne Dolianova, Serdiana, Settimo San Pietro og Sinnai.